# Tirumalai Krishnamacharya
Tirumalai Krishnamacharya (19 novembre 1888 – 28 febbraio 1989) è stato un insegnante di yoga indiano, guaritore e studioso ayurvedico.
È considerato come uno dei più influenti insegnanti di yoga del XX secolo e ha contribuito al rilancio dell'hatha yoga.
Krishnamacharya si laureò in tutte e sei le darśana vediche, o filosofie indiane. Mentre era patrocinato dal re di Mysore, Krishna Raja Wadiyar IV, viaggiò per l'India tenendo conferenze e dimostrazioni per promuovere lo yoga. Alla base di tutti i suoi insegnamenti c'era il principio "Insegna ciò che è appropriato per un individuo". Mentre è venerato in altre parti del mondo come yogi, in India Krishnamacharya è principalmente conosciuto come un guaritore che attingeva sia dall'ayurveda che dalle tradizioni yogiche per ridare salute e benessere ai malati.

## Biografia

### Gli inizi
Krishnamacharya nacque il 18 novembre 1888 a Muchukundapura, nel distretto di Chitradurga dell'attuale Karnataka, nell'India meridionale, da una famiglia di devoti visnuisti. I suoi genitori erano Sri Tirumalai Srinivasa Tatacharya, un noto insegnante dei Veda, e Shrimati Ranganayakiamma. Krishnamacharya era il maggiore di sei figli. All'età di sei anni, venne sottoposto a upanayana. Cominciò quindi a imparare a parlare e scrivere il sanscrito da testi come l'Amarakosha, e a cantare i Veda sotto la stretta tutela di suo padre.
All'età di 10 anni perse il padre e dovette quindi trasferirsi a Mysore con la sua famiglia.

### Studi scolastici
Krishnamacharya trascorse gran parte della sua giovinezza viaggiando attraverso l'India, studiando i sei darśanaː vaiśeṣika, nyāya, sāṃkhya, yoga, mīmāṃsā e vedānta. All'età di 18 anni lasciò Mysore per frequentare l'università di Benares. In quegli anni studiò logica e sanscrito, lavorando con Brahmashri Shivakumar Shastry. Imparò la Mimamsa da Brahmasri Trilinga Rama Shastri.
Nel 1914, partì nuovamente per Benares, per frequentare le lezioni al Queens College, dove alla fine ottenne una serie di certificati di insegnamento. Krishnamacharya alla fine lasciò il Queens College per studiare le sei darshana in filosofia vedica all'Università di Patna, nel Bihar, uno stato dell'India orientale.
Il suo soggiorno a Benares durò 11 anni. Lì studiò con il maestro di yoga Sri Babu Bhagavan Das e superò la Samkhya Yoga Examination di Patna.

### Famiglia
Nel 1925 all'età di 37 anni Krishnamacharya sposò Shrimati Ammagiriama, una ragazza di 11 anni sorella di B.K.S Iyengar. Il loro matrimonio durò 60 anni.
Nel 1938 nacque il figlio T. K. V. Desikachar, che seguì le orme del padre dedicandosi allo yoga e diventando un insegnante del Viniyoga.

### Gli anni a Mysore
Nel 1926, il Maharaja di Mysore, Krishna Raja Wadiyar IV era a Varanasi per celebrare il sessantesimo compleanno della madre e venne a conoscenza dell'apprendimento e dell'abilità di Krishnamacharya come terapista yoga. Ne fu talmente colpito che lo assunse come insegnante per sé e la sua famiglia. Presto Krishnamacharya divenne un fidato consigliere del Maharaja e gli fu dato il riconoscimento di Asthana Vidwan.
Krishnamacharya tenne molte dimostrazioni per stimolare l'interesse popolare per lo yoga. Queste includevano la sospensione del battito cardiaco, il fermare macchine a mani nude e il sollevare pesanti oggetti con la sola forza dei denti. Il Maharaja era molto interessato alla promozione dello yoga e inviava spesso Krishnamacharya in tutto il paese per tenere lezioni e dimostrazioni.
Nel 1931, Krishnamacharya fu invitato a insegnare al collegio sanscrito di Mysore. Il Maharaja, che pensava che lo yoga avesse contribuito a curare i suoi numerosi disturbi, chiese a Krishnamacharya di aprire una scuola di yoga con il suo patrocinio e successivamente gli concesse un'ala del palazzo Jaganmohan, per iniziare lo Yogashala, un'istituzione yoga indipendente.
Nel 1934, Tirumalai scrisse il libro Yoga Makaranda, che fu pubblicato dall'università di Mysore. Gran parte del libro è una descrizione di 42 asana accompagnati da 95 fotografie di Krishnamacharya e dei suoi studenti che eseguono le pose. 
Nel 1940, Krishna Raja Wadiyar IV morì. Suo nipote e successore Jayachamarajendra Wadiyar, meno interessato allo yoga, non fornì più supporto per la pubblicazione di testi e l'invio di squadre di insegnanti nelle aree circostanti. In seguito ai cambiamenti politici nel 1946, con l'indipendenza dell'India, nacque un nuovo governo e i poteri dei maharaja furono ridotti. I finanziamenti per la scuola di yoga furono interrotti, e Krishnamacharya dovette lottare per tenere aperta la scuola. All'età di 60 anni fu costretto a viaggiare molto per trovare studenti e provvedere alla sua famiglia.K.C. Reddy, primo ministro dello stato di Mysore ordinò che lo yogashala di Mysore venisse chiuso, ed effettivamente la scuola chiuse definitivamente nel 1950.

### Gli anni a Madras
Dopo aver lasciato Mysore, Krishnamacharya si trasferì a Bangalore per un paio di anni, e nel 1952 si trasferì a Madras, da un noto avvocato che aveva richiesto l'aiuto di Krishnamacharya nella guarigione da un ictus.
A Madras, Krishnamacharya accettò un lavoro come docente all'università Vivekananda. Iniziò ad acquisire studenti di yoga di diversa estrazione e in varie condizioni fisiche, il che gli richiese di adattare il suo insegnamento alle abilità di ogni studente. Per il resto della sua vita di insegnante, Krishnamacharya continuò a perfezionare questo approccio individualizzato, che divenne noto come Viniyoga. Krishnamacharya continuò a definirsi uno studente, perché sentiva che stava sempre "studiando, esplorando e sperimentando" con la pratica. Nel corso della sua vita, Krishnamacharya ha rifiutato di prendersi il merito per i suoi insegnamenti innovativi, ma ha invece attribuito la conoscenza al suo guru o ai testi antichi.
All'età di 96 anni, Krishnamacharya si fratturò l'anca. Rifiutando la chirurgia, si curò e progettò un corso di pratica che poteva fare a letto. Krishnamacharya visse e insegnò a Chennai fino a quando non entrò in coma e morì nel 1989, a cento anni. Le sue facoltà cognitive rimasero acute fino alla sua morte.